# Dunkófalva
Dunkófalva (ukránul: Обава [Obava]) falu Ukrajnában, a Kárpátalján, a Munkácsi járásban.

## Fekvése
Munkácstól északkeletre, Kockaszállás és Pásztorlak közt, az Obava patak mellett fekvő település.

## Nevének eredete
A Dunkófalva helységnév magyar eredetű, a Dunkó személynévnek és a birtokos személyjellel ellátott falu főnévnek az összetételével keletkezett.  A Donkó személynév délszláv, (bolgár Думко, illetve Дунко személynév). A családnevet Bereg megyében románok terjeszthették el. A párhuzamosan használt, hivatalos ruszin~ukrán Обáва név víznévből jött létre névátvitellel [1270: riv. Olbua (GYörffy 1: 519), Обáва (SHU. 392)]. Mizser Lajos szerint a víznév jelentése ’kétágú patak’ (szl. oba dъva ’kettő, mindkettő’. Kiss Lajos azonban egy szl. Olъba névből magyarázza, amiben talán egy óorosz olъ ’sörféle szeszes ital’ található.

## Története
Nevét 1877-ben Dunkófalva, Obáva néven említették (Hnt.). Későbbi névváltozatai: 1913-ban Dunkófalva (Hnt.), 1930-ban Obava
(ComBer. 121), 1944-ben Dunkófalva, Обава (Hnt.), 1983-ban Обава (ZO).
1568. február 4-én Szentjánosi Lajos beregi főispán, a munkácsi uradalom igazgatója adott kenézi meghatalmazást Koczán Dankónak, hogy az Obava nevű patak mentén a kijelölt erdőirtáson falut alapítson (Lehoczky 3: 245).
A falu a Munkácsi vár birtokai közé tartozott. Birtokosai a munkácsi vár mindenkori urai, később pedig a Rákócziak, majd a Schönborn család tagjai voltak.
Lakói görögkatolikus vallású ruszinok.
1910-ben 694 lakosából 17 magyar, 51 német, 626 ruszin volt. Ebből 21 római katolikus, 633 görögkatolikus, 38 izraelita volt.
A trianoni békeszerződés előtt Bereg vármegye Szolyvai járásához tartozott.

## Nevezetességek
- Görögkatolikus fatemploma a 18. században épült.

A templom hosszúhajós elrendezésű. Hajót körülvevő faoszlopos tornácú és hármas tagozódású tetőzetű. Bejárat fölötti négyzetes tornyát kettős hagymasisak fedi. Padozatszerű tetőzete van, mely a szentély felé csökkenő magasságú és osztású.